# النور پترسون
النور پترسون (زاده ۲۲ مه ۱۹۹۶) یک ورزشکار دو و میدانی استرالیایی است که در رشته پرش ارتفاع فعالیت می‌کند. او مدال طلای مسابقات جهانی سال ۲۰۲۲ را به دست آورد، در مسابقات جهانی سال ۲۰۲۳ به مقام دوم رسید و همچنین مدال برنز بازی‌های المپیک تابستانی ۲۰۲۴ را نیز به دست آورد.

## حرفه ورزشی
پترسون در لئونگاتا، ویکتوریا متولد شد و در شهر لئونگاتا در جنوب گیپسلند شایر واقع در ۱۳۵ کیلومتری جنوب شرقی ملبورن، با جمعیتی تنها ۵۰۰۰ نفری بزرگ شد. و از همان کودکی شروع به رقابت در رشته پرش ارتفاع کرد. اولین معلمش در مدرسه ابتدایی سنت لورنس اوتول در لئونگاتا او را برای شرکت در مسابقات دو و میدانی تشویق کرد، او با یکی از دوستانش به دو و میدانی رفت و عاشق این ورزش شد. پترسون در بسیاری از رویدادهای محلی نیز شرکت کرد. او در مسابقات قهرمانی نوجوانان (زیر ۲۰ سال) کشور خود در سال ۲۰۱۱ نایب قهرمان شد و بهترین رکورد شخصی ۱٫۸۱ متر را ثبت کرد.
پترسون در اولین مسابقه بین‌المللی خود مدال طلای مسابقات قهرمانی جوانان جهان را در سال ۲۰۱۳ به گردن آویخت و بهترین رکورد شخصی ۱٫۸۸ متر را به ثبت رساند.
پترسون مرتباً پرشی به بلندی ۱٫۹۰ در طول فصل ۲۰۱۴ انجام داد، با این پرش او چهارمین عنوان قهرمانی نوجوانان استرالیا را به دست آورد و اولین عنوان ملی بزرگسالان خود را در مسابقات قهرمانی استرالیا کسب کرد. او همچنین در مسابقه پیست کلاسیک ملبورن با پرش ۱٫۹۲ متر، برنده این رقابت‌ها شد.
پترسون در مسابقات جهانی سال ۲۰۱۵ به مقام هشتمی رسید. او در بازی‌های المپیک تابستانی ۲۰۱۶ شرکت کرد اما به فینال راه پیدا نکرد. پترسون به تیم بازی‌های مشترک المنافع ۲۰۱۸ نیز وارد نشد. این موضوع باعث ناامیدی او شده بود پس از بازگشت در سال ۲۰۱۹ یک سال این ورزش را کنار گذاشت.
در سال ۲۰۲۰، پترسون با پرش به طول ۱٫۹۹ متر در نیوزیلند رکورد جدیدی در استرالیا به نام خود ثبت کرد. او که به بازی‌های المپیک تابستانی ۲۰۲۰ توکیو راه یافت بود در گروه خود پرشی به بلندی ۱٫۹۵ متر را با موفقیت انجام داد و با همین پرش به فینال مسابقات راه یافت. در فینال مسابقات پرش المپیک ۲۰۲۰ النور پرشی به بلندی ۱٫۹۶ انجام داد و بعد از
در مارس ۲۰۲۲ در مسابقات داخل سالن قهرمانی بلگراد پترسون با پرش ۲ متری و کسب مدال نقره، رکورد جدیدی نیز در مسابقات داخل سالن اقیانوسیه ثبت کرد. در ماه ژوئیه، او مدال طلا را در مسابقات جهانی سال ۲۰۲۲ در یوجین، اورگان به دست آورد و به رکورد ملی استرالیا ۲٫۰۲ متر رسید. در ماه اوت، او مدال نقره بازی‌های مشترک المنافع سال ۲۰۲۲ را به دست آورد. سال بعد، پترسون مدال نقره مسابقات جهانی سال ۲۰۲۳ را نیز به دست آورد.

النور پترسون در المپیک تابستانی ۲۰۲۴ پاریس با پرشی به بلندی ۱.۹۵ سانتیمتر در رده سوم ایستاد و مدال برنز المپیک تابستانی ۲۰۲۴ را به گردن آویخت.

## زندگی شخصی
پترسون با مارکو فاسینوتی دیگر ورزشکار پرش ارتفاع ایتالیایی نامزد کرده است.

## رقابت‌های بین‌المللی
| سال  | مسابقه                      | محل برگزاری          | مقام  | توضیحات  |
| ---- | --------------------------- | -------------------- | ----- | -------- |
| ۲۰۱۳ | مسابقات قهرمانی جوانان جهان | دونتسک، اکراین       | اول   | ۱٫۸۸ متر |
| ۲۰۱۴ | بازی‌های مشترک المنافع       | گلاسگو، بریتانیا     | اول   | ۱٫۹۴ متر |
| ۲۰۱۵ | مسابقات قهرمانی جهان        | پکن، چین             | هشتم  | ۱٫۹۲ متر |
| ۲۰۱۶ | بازی‌های المپیک              | ریو دو ژانیرو، برزیل | ۲۲ ام | ۱٫۸۹ متر |
| ۲۰۲۱ | بازی‌های المپیک              | توکیو، ژاپن          | پنجم  | ۱٫۹۶ متر |
| ۲۰۲۲ | مسابقات جهانی داخل سالن     | بلگراد، صربستان      | دوم   | ۲٫۰۰ متر |
| ۲۰۲۲ | مسابقات قهرمانی جهان        | Eugene, ایالات متحده | اول   | ۲٫۰۲ متر |
| ۲۰۲۲ | بازی‌های مشترک المنافع       | بیرمنگهام، انگلستان  | دوم   | ۱٫۹۲ متر |
| ۲۰۲۳ | مسابقات قهرمانی جهان        | بوداپست، مجارستان    | دوم   | ۱٫۹۹ متر |
| ۲۰۲۴ | بازی‌های المپیک              | پاریس، فرانسه        | سوم   | ۱٫۹۵ متر |